# 中富町 (名古屋市)
中富町（なかとみちょう）は、愛知県名古屋市北区の地名。

## 歴史

### 沿革
- 1952年（昭和27年）12月20日 - 北区田幡町の一部により、同区中富町として成立[1]。
- 1956年（昭和31年）9月5日 - 米軍ジェット機が民家に墜落し、5戸が全半焼の被害[4]。
- 1958年（昭和33年）2月1日 - 田幡町の一部を編入する[1]。
- 1980年（昭和55年）
  - 10月12日 - 一部が金城一丁目に編入される[1]。
  - 11月23日 - 一部が金城四丁目に編入される[1]。
- 1982年（昭和57年）9月5日 - 一部が金城一丁目から四丁目に編入され、消滅[1]。